# David Mearns
David Louis Mearns (ur. ok. 1958 w Stanach Zjednoczonych) – oceanograf i ekspert w dziedzinie głębokowodnych poszukiwań, od wielu lat zamieszkujący w Wielkiej Brytanii. Znany jest z odnalezienia wraków kilku okrętów z okresu II wojny światowej. Mearns i założona przezeń firma, Blue Water Recoveries Ltd, znajdują się w Księdze rekordów Guinnessa z powodu odkrycia najgłębiej położonego wraku, jaki kiedykolwiek został odnaleziony, niemieckiego łamacza blokady „Rio Grande”, który został zlokalizowany na głębokości 5762 metrów.
W roku 2008 Mearns odnalazł, na zlecenie władz australijskich, wrak krążownika HMAS „Sydney” i krążownika pomocniczego III Rzeszy HSK „Kormoran”, które zatonęły w wyniku śmiertelnego dla obu jednostek starcia na zachód od wybrzeży Australii w 1941 roku. Przed rozpoczęciem poszukiwań HMAS „Sydney” Mearns miał powiedzieć, że zadanie będzie, w pewnym sensie, „czymś większym” niż odnalezienie „Titanica”, „ponieważ tak ważne jest to dla Australijczyków”.
Pod koniec 2009 roku Mearns odniósł kolejny sukces, odnajdując inny zaginiony australijski wrak – statek szpitalny AHS „Centaur”, który został storpedowany u wybrzeży Queenslandu przez japoński okręt podwodny w roku 1943.
1 listopada 2010 roku Mearns został uhonorowany odznaczeniem Medal of the Order of Australia w uznaniu za odnalezienie obu zaginionych jednostek: „Sydney” i „Centaur”.
Ma na swoim koncie odnalezienie 21 znaczniejszych wraków, w tym:
- brytyjskiego pancernika HMS „Hood”
- starego statku „Lucona”, zatopionego w 1977 roku przy użyciu bomby zegarowej przez armatora, Austriaka Udo Prokscha, który zamierzał wyłudzić wielomilionowe ubezpieczenie
- MV Derbyshire, zbiornikowca zaginionego w roku 1980
- Mearns poprowadził też w roku 2001 ekspedycję mającą zbadać wrak niemieckiego pancernika „Bismarck”, odnalezionego przez Roberta Ballarda i jego zespół w 1989 roku.